# Atanyn Kereezi
Atanyn Kereezi é um filme de drama quirguiz de 2016 dirigido e escrito por Bakyt Mukul e Dastan Japar Uulu. Foi selecionado como representante de seu país ao Oscar de melhor filme estrangeiro em 2017.

## Elenco
- Iman Mukul - Azat
- Marat Alyshpaev - Bek
- Taalai Kasymaliev - Kasen
- Bakyt Mukul - Tchoro
- Tynar Abdrazaeva - Aisalkyn
- Diana Sadyrbekova - Aiperi
- Amantur Abdysalam Uulu - Zhoki
- Umsunai Imankulova - Aisuluu
- Rahat Aksultanova - Aliya
- Tabyldy Aktanov - Mosque
- Dilshad Abdyjaparova - Mulher no carro
- Nurbek Musaev - Uran
- Tenizbek Abylov - Eletricista
- Nasirdin Dubashev - un villageois
- Zarylbek Aliev - un villageois
- Bakyt Alymov - un villageois
- Ayana Kaparbekova
- Tologon Bukabaev
- Jazgul Chyngysheva